# Atymna gigantea
Atymna gigantea är en insektsart som beskrevs av Frederick Byron Plummer. Atymna gigantea ingår i släktet Atymna och familjen hornstritar. Inga underarter finns listade i Catalogue of Life.